# Exigit Contumacium
La bula papal Exigit contumacium fue emitida por Julio II el 18 de febrero de 1513, tres días antes de su fallecimiento. Mediante este documento el papa declara la «excomunión contra los reyes de Navarra Juan II y Catalina su esposa, por la ayuda prestada a Luis XII de Francia».

## Contexto histórico
A pesar de la promulgación de las bulas Etsi hii qui christiani (21 de julio de 1512) y Pastor ille caelestis (21 de julio de 1512), y de que Fernando II de Aragón, entre el 24 y 31 de agosto siguientes, publica su manifiesto donde tomaba el título de rey de Navarra con base en esta última bula, no resultaba suficiente para el monarca español puesto que el 26 de octubre «volvió a apremiar a su embajador en Roma para que le enviara otra bula más explícita referente a la concesión del reino de Navarra, "que si S.S. agora no me otorgasse lo que justamente me puede y debe otorgar, no habría quien daquí adelante quisiesse ponerse en peligro por ayudar a la Iglesia y parecería que yo quedaba burlado de S.S., lo que no podría creer"».

## Promulgación de la bula
En ella el papa excomulgaba a los reyes de Navarra, Juan III de Albret y Catalina de Foix, como implicados en el cisma de la Iglesia por apoyar al rey de Francia Luis XII en la guerra contra los Estados Pontificios. Les desposeyó del título y dignidad reales «declarando vacante el trono, que se adjudica a favor de quien se lo haya arrebatado o arrebate, es decir, la legítima propiedad de quienes "en la más justa y más santa" las hubiesen adquirido. 
Legitima, por tanto, la Conquista de Navarra iniciada el año anterior por Fernando el Católico. La misma bula amenaza con excomunión a los súbditos de los monarcas navarros si no les niegan la obediencia a los seis días, con la privación de privilegios y publicación de sus bienes a los tres días siguientes, y con la declaración de anatema y maldición si pasasen otros tres. El papa establece la obligación de publicar el documento en las puertas de las iglesias de Burgos, Calahorra y Teruel.
En esta bula se justifica por:

los hijos de perdición, Juan y Catalina, reyes de Navarra en otro tiempo, cediendo también ellos a las sugestiones del espíritu  maligno, despreciando nuestro mandato y las censuras en él contenidas (...) como nuevos ministros de Satán, tuvieron la osadía de unirse al rey Luis para ayudar a los cismáticos y de tomar las armas contra los ejércitos de los reyes Fernando II y Enrique (de Inglaterra), aliados nuestros y de la Santa Iglesia
Recogida en Esarte, Pedro (2001)

Esta bula seguía a la realizada por el mismo papa a finales de julio de 1512, Pastor Ille Caelestis, en la que se excomulgaba a los aliados del rey francés, y que fue utilizada como una de las excusas para invadir el reino de Navarra que se había iniciado con antelación. A este respecto, María Isabel Ostolaza Elizondo puntualiza:

El pontífice Julio II se demoró en su expedición hasta comienzos de 1513, y así se demuestra tanto en la obra de Boissonade como en la recopilación documental de Terrateig. En realidad se expidieron dos bulas, la que se denomina Exigit contumaciam en 18 de febrero de 1513, y la Pastor ille coelestis de 21 de junio de 1513 que contiene el decreto de excomunión. Aunque Dn. Fernando se basaba en ellas para legitimar su nueva conquista, no estuvieron preparadas hasta el final de la fase militar, demostrándose con ello que el pontífice quiso asegurarse de que la posición fernandina se mantenía firme, para evitar un traspiés diplomático con Francia en caso de fracasar los planes del Católico.
María Isabel Ostolaza Elizondo, 2008